# قتل سواک بالیکچی

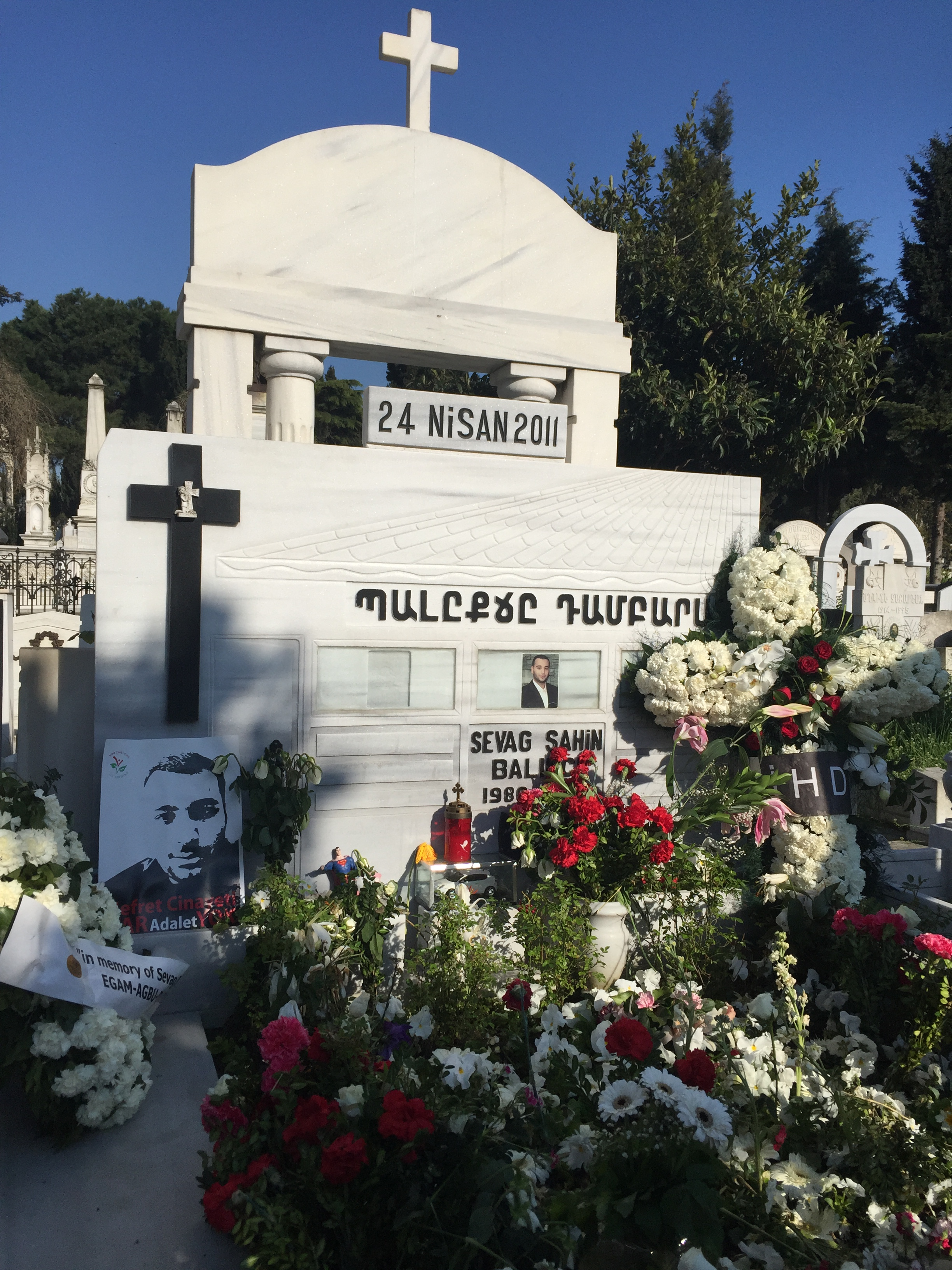
آرامگاه خانوادگی بالیکچی گورستان ارامنه شیشلی

سواک شاهین بالیکچی (ارمنی غربی: Սևակ Շահին Բալըքչըի؛ ترکی استانبولی: Sevag Şahin Balıkçı؛ ۱ آوریل ۱۹۸۶ – ۲۴ آوریل ۲۰۱۱) یک سرباز ارمنی‌تبار اهل ترکیه بود که در جریان خدمت سربازی اجباری به ضرب گلوله کشته شد. این حادثه در روز ۲۴ آوریل ۲۰۱۱ در روز یادآوری نسل‌کشی ارمنی‌ها اتفاق افتاد. مهاجم کوانچ آقااوغلو  به چهار سال و نیم زندان برای قتل غیرعمد محکوم شد  سایر گزارش‌ها مدعی هستند که تیراندازی به خاطر هویت ارمنی بالیکچی بوده‌است.

## مرگ
سواک بالیکچی به ضرب گلوله سلاح گرم در باتمان جنوب شرقی ترکیه کشته شد.
مراسم خاکسپاری وی در کلیسای ارامنه وارطانانتس مقدس محله برگزار شد. حاضرین این مراسم راکل دینک (روزنامه‌نگار مقتول مردم ارمنی، هرانت دینک)، اگمن باغش وزیر، مصطفی سارگیول شهردار شیشلی، و فرماندهان نظامی و سیاستمدارانی همچون شهردار بودند. وی در گورستان ارامنه شیشلی به خاک سپرده شد.
مظنون که یک

## دادگاه
بر طبق تحقیقاتی که توسط جم هالاوورت، وکیل بالیکچی در تاریخ ۱ مه ۲۰۱۱ بر روی … انجام گرفته نشان داده که مظنون کوانچ آقااوغلو یک ملی‌گرای افراطی ترک بوده‌است. از طریق پروفایل فیس‌بوک وی کشف شده‌است که وی یکی از هواداران سیاستمداران ملی‌گرای محسن یازیجی‌اوغلو و عبدالله جاتلی (Turkish agent / contract killer) فردی که خود سابقه فعالیت ارمنی‌ستیزی از جمله بمب‌گذاری بنای یادبود نسل‌کشی ارمنی‌ها را در حومه پاریس در سال ۱۹۸۴ داشته‌است بوده‌است
دادگاه در دادگاه نظامی دوم نیروی هوایی در دیاربکر صورت گرفت. … خانواده بالیکچی معتقد است که تیراندازی غیر تصادفی و عمدی بوده‌است و مهاجم باید به دلیل قتل عمد محاکم شود. دادستان دادگاه نظامی ترکیه خواستار نه سال زندانی برای کوانچ آقااوغلو به اتهام قتل در نتیجه سهل‌انگاری شد.
در جریان اولین جلسه دادرسی در تاریخ ۲۴ ژوئیه ۲۰۱۱ کوانچ آقااوغلو آزاد شد. در جریان محاکمه یک شاهد جزئیاتی مربوط به تیراندازی ارائه کرد شاهد شهادت داد که کوانچ آقااوغلو، با گفتن «"I will kill you fatty!"» سواک را تهدید کرده‌است.

## یادداشت
1. ↑  Kıvanç Ağaoglu
2. ↑  Egemen Bağış
3. ↑  Mustafa Sarıgül